# Visbeck (Bad Iburg)
Visbeck ist ein Teil des Ortsteils Glane der Stadt Bad Iburg im niedersächsischen Landkreis Osnabrück. Visbeck bedeutet Siedlung an einem Bach, dem Glaner Bach; denn der Wortstamm „vis“ – steckt in vihsa = Flecken, angelsächsisch wik Wohnstätte.

## Geographie
Der Ort liegt 2,5 km südlich vom Kernbereich von Bad Iburg.